# ناحیه بوقیرات
ناحیه بوقیرات (به عربی: دائرة بوقیرات) یک ناحیه در الجزایر است که در استان مستغانم واقع شده‌است.

## خصوصیات
ناحیه بوقیرات ۷۱٬۷۸۱ نفر جمعیت دارد.